# Lets voetbalkampioenschap 1925
In 1925 werd het vijfde voetbalseizoen gespeeld van het landskampioenschap van Letland. Enkel de eindstand van de groep Riga is bekend gebleven. RFK won de finale van Olimpija Liepāja.

## Eindstand

### Groep Riga
| Plaats | Club       | Wed. | W | G | V | Saldo | Ptn. |
| ------ | ---------- | ---- | - | - | - | ----- | ---- |
| 1.     | RFK        | 5    | 4 | 1 | 0 | 23-5  | 9    |
| 2.     | JKS        | 5    | 4 | 0 | 1 | 15-6  | 8    |
| 3.     | LSB        | 5    | 3 | 0 | 2 | 11-16 | 6    |
| 4.     | Amatieris  | 5    | 2 | 1 | 2 | 7-7   | 5    |
| 5.     | Kaiserwald | 5    | 1 | 0 | 4 | 8-19  | 2    |
| 6.     | ASK        | 5    | 0 | 0 | 5 | 3-14  | 0    |

|  | Kampioen |

## Finale
|  |     |       |                  |  |
|  | RFK | 4 – 3 | Olimpija Liepāja |  |
|  |     |       |                  |  |

## Kampioen
| 1925. gada Latvijas čempionāts futbolā |
| Letland                                |
| -------------------------------------- |
| RFK Kampioen (2° titel)                |